# Flora (planetka)

Flora

(8) Flora je velká jasná planetka hlavního pásu. Objevil ji 18. října 1847 John Russell Hind. Její velikost činí asi 136 × 136 × 113 km (podle jiného zdroje však asi 145 × 145 × 120 km), jde tedy o větší planetku.

## Souvislost s událostí K-Pg
Podle vědeckého výzkumu z roku 2010 by právě toto těleso mohlo být mateřským tělesem asi desetikilometrového asteroidu, který dopadl na konci křídy před 66 miliony let do oblasti dnešního Mexického zálivu a spolupůsobil při vyhynutí dinosaurů (vymírání na konci křídy).